# Gräberfeld im Deependahl
Koordinaten: 53° 14′ 15,3″ N, 9° 4′ 1,5″ O
Das Gräberfeld im Deependahl von Tarmstedt im Landkreis Rotenburg (Wümme) liegt in Niedersachsen im Elbe-Weser-Dreieck, am Geestrand eines Schmelzwassertales. Auf die relativ dichte vorgeschichtliche Besiedlung lassen Hügelgräberfelder, Urnenfunde und Siedlungsplätze der Römischen Kaiserzeit schließen. 

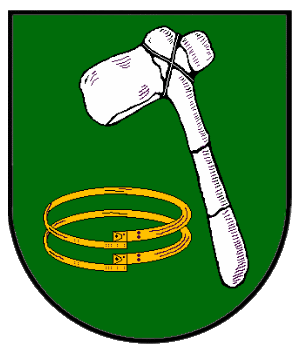
Wappen von Tarmsted

Mitte des 20. Jahrhunderts wurde das Hügelgräberfeld „Im Deependahl“ durch Kiesabbau fast vollständig zerstört. 1966 konnten mehrere Hügelgräber untersucht werden, von denen eines Befunde in Form einer Palisade, zweier Baumsargbestattungen und einer Totenhütte (in der älteren Literatur noch als Totenhaus bezeichnet) zeigte.

## Der Hügel
Im Vergleich zu anderen Anlagen des Gräberfeldes war dieses Hügelgrab mit einer Resthöhe von 0,65 m und einem Durchmesser von 11,50 m verhältnismäßig klein. Der Hügel war aus Heideplaggen aufgebaut und von einem Ortsteinband unterzogen, das darauf hinweist, dass das Gelände bereits vor Aufbau der Hügel mit Heide bewachsen war. 

### Der Palisadengraben
Ein etwa 0,4 Meter breiter, im Osten unterbrochener Graben umgab den Rundhügel. Die Bodenverfärbungen veranschaulichen, dass die 15 bis 20 cm starke Pfosten in einer dichten Doppelreihe in den Graben gesetzt worden waren. Sie reichten bis zu 60 cm in den „gewachsenen Boden“. Außerhalb des Palisadenringes war der Hügel von einer Lage etwa kopfgroßer Feldsteine umgeben. 

### Der Baumsarg
Die beigabenlose Zentralbestattung bestand aus einem auf den gewachsenen Boden aufgesetzten und von Stützsteinen umgebenen Baumsarg, der nur in Resten erhalten war. 

## Die Totenhütte
Die absichtsvolle Unterbrechung des Ringgrabens bestand aus einer Totenhütte. Der Graben schwang an den Enden aus, um eine 2,9 m breite Öffnung zu bilden. Die Endpfosten seiner Palisade waren hier mit 20 bis 25 cm Durchmesser besonders stark. Innerhalb der Unterbrechung befand sich eine rechteckige Steinsetzung, die mit 2,5 m × 1,0 m den üblichen Packungsmaßen unter Baumsärgen entsprach. Eine Schicht verkohlter Holzbohlen lag zwischen und außerhalb der Steinsetzung. Die Ecken der Steinsetzung wurden unsymmetrisch von vier Pfostenlöchern markiert, deren verkohlte Pfostenreste in den Löchern steckten. Diese Pfosten hatten Durchmesser von 20 bis 25 cm und reichten bis zu 70 cm in den gewachsenen Boden. Für die Dachkonstruktion ergaben sich kaum Anhaltspunkte. Vermutlich wurde die Anlage nach Beendigung der Bestattungszeremonie niedergebrannt. 
Da alle Befunde auf eine Überbauung einer Baumsargbestattung hinweisen, dürfte die Anlage den in verschiedenen Kulturen festgestellten Totenhütten entsprechen. Die meisten im norddeutschen Raum gefundenen Totenhütten stammen aus der Älteren Bronzezeit. Sie sind allgemein jedoch größer und haben mehr Wandpfosten. Einzig eine in Schutschur bei Neu Darchau im Landkreis Lüchow-Dannenberg ausgegrabene Totenhütte lässt einen Vergleich mit dem Tarmstedter Bau zu. An beiden Orten scheint es sich um eine relativ enge Umbauung eines Baumsarges zu handeln. 
Obwohl über die Architektur in Tarmstedt konkret nichts gesagt werden kann, ist der Bohlen-Befund interessant. Abgesehen von der Totenhütte von Gödensdorf, Kreis Harburg, wo Lehmstücke auf Flechtwerkwände schließen ließen, gab es nirgendwo Hinweise auf den Wandaufbau.